# Campelo (Figueiró dos Vinhos)
Campelo es una freguesia portuguesa del municipio de Figueiró dos Vinhos, con 51,64 km² de superficie. Su densidad de población es de 5,4 hab/km².